# Doris Crane
Doris Martha Alice Crane (20 de fevereiro de 1911 – 16 de março de 1999) foi uma escultora britânica que criou figuras e relevos em marfim e madeira. 

## Biografia
Crane nasceu na área de Clapham, em Londres, e estudou sob a tutela de Willian Everatt Gray. Ela teve exposições regulares na Academia Real Inglesa, na Academia Real Escocesa e no Salão de Paris. Crane tornou-se membro da Sociedade Real de Miniaturas em 1958. Ela era membro do Clube de Arte de Deben e viveu por muitos anos na Velha Felixstowe, em Suffolk.